# Kanum
Kanum est une série de langues de la famille morehead-maro. Elles sont parlées par les kanums de Nouvelle-Guinée. Leur intelligibilité mutuelle est difficile.

## Dialectes
Les variétés de kanum sont désignées sous les noms ngkâlmpw kanum, enkelembu, kenume et knwne,. Matthew J. Carroll décrit trois variétés formant une série de dialecte : ngkolmpu, ngarna (sota), et smerky (smärky). Le ngkolmpu est subdivisé en deux dialectes : ngkontar et baedi (bädi), une variété moribonde. Le smerky est subdivisé en trois : smerky, taemer et barkari. Le ngarna, aussi appelé sota, est parlé dans la ville de Sota.

## Prononciation

### Consonnes
Le ngkolmpu kanum compte quinze consonnes (et deux phonèmes marginaux) au niveau de trois points d'articulation : bilabial, coronal et vélaire. Les occlusives et fricatives sourdes pré-nasalisées se distinguent des réalisations sourdes et nasales, ce qui est une typologie inhabituelle.
| Consonne      | Consonne            | Bilabiale | Coronale    | Vélaire  |
| ------------- | ------------------- | --------- | ----------- | -------- |
| Occlusive     | Sourde              | p [p]     | t [t]       | k [k]    |
| Occlusive     | Sourde prénasalisée | mp [ᵐp]   | nt [ⁿt]     | ngk [ᵑk] |
| Occlusive     | Nasale              | m [m]     | n [n]       |          |
| Occlusive     | Voisée              | b [b]     |             | ɡ [g]    |
| Fricative     | Sourde              |           | s [s]       |          |
| Fricative     | Sourde prénasalisée |           | ns, nc [ⁿs] |          |
| Roulée        | Roulée              |           | r [r]       |          |
| Latérale      | Latérale            |           | l [l]       |          |
| Semi-consonne | Semi-consonne       | w [w]     | y [j]       | w [w]    |

## Grammaire
La variété ngkolmpu (ngkâlmpw) kanum est notable pour son système d'inflexion verbal complexe et pour sa propension à répartir les marqueurs grammaticaux dans l'énoncé, caractéristique désignée sous le terme représentation distribuée.

### Numération
Le kanum utilise un système sénaire. Un premier système permet de compter de 1 à 6, un second système jusqu'à 12, enfin le système complexe ne comporte pas de limite.
| Système complexe de numération en kanum | Système complexe de numération en kanum | Système complexe de numération en kanum | Système complexe de numération en kanum | Système complexe de numération en kanum | Système complexe de numération en kanum |
| --------------------------------------- | --------------------------------------- | --------------------------------------- | --------------------------------------- | --------------------------------------- | --------------------------------------- |
| Chiffres de base                        | Chiffres de base                        | Multiples de six                        | Multiples de six                        | Puissance de six                        | Puissance de six                        |
| 1                                       | aempy                                   | 6×1 = 6                                 | ptae                                    | 62 = 36                                 | (ntaop) ptae                            |
| 2                                       | ynaoaempy                               | 6×2 = 12                                | tarwmpao                                | 63 = 216                                | tarwmpao                                |
| 3                                       | ylla                                    | 6×3 = 18                                | ntamnao                                 | 64 = 1296                               | (ntaop) ntamnao                         |
| 4                                       | eser                                    | 6×4 = 24                                | wramaekr                                | 65 = 7776                               | (ntaop) wramaekr                        |
| 5                                       | tamp                                    | 6×5 = 30                                | ptae wramaekr                           |                                         |                                         |

Par exemple, pour le nombre 100 :
| eser | wramaekr | ptae | ynaoempy |
| 4    | + 24     | + 36 | × 2      |